# Vancouver Giants
Vancouver Giants är ett kanadensiskt proffsjuniorishockeylag som är baserat i Vancouver, British Columbia och har spelat i den nordamerikanska proffsjuniorligan Western Hockey League (WHL) sedan laget grundades 2001. De ägs bland annat av ishockeylegendaren Gordie Howe och sångaren Michael Bublé som är båda minoritetsägare i laget. Giants spelar sina hemmamatcher i Pacific Coliseum som har en publikkapacitet på 17 000 åskådare. Giants har vunnit både Memorial Cup och WHL en gång (2006-2007 respektive 2005-2006).
De har lyckats få fram spelare som bland annat Jonathon Blum, Lance Bouma, Gilbert Brulé, Brendan Gallagher, Mark Fistric, Cody Franson, Evander Kane, Matt Kassian, Andrew Ladd, Milan Lucic, Andrej Meszároš, Michal Řepík, Tomáš Vincour och James Wright som alla tillhör alternativt tillhörde olika medlemsorganisationer i den nordamerikanska proffsligan National Hockey League (NHL).